# 大前綾希子
大前 綾希子（おおまえ あきこ、1993年1月29日 - ）は、日本の女子プロテニス選手。京都府京都市出身。WTAランキング自己最高位はシングルス188位、ダブルス95位。学芸館高等学校卒業。島津製作所所属。

## 来歴
3歳でテニスを始める。2011年4月にプロに転向。
2013年全豪オープンから4大大会の予選に挑戦を始めたがまだ突破したことはない。
2016年9月のソウル大会ではピアンターレ・プリプエチと組んだダブルスで決勝に進出した。決勝でキルステン・フリプケンス＆ヨハンナ・ラーション組に 2–6, 3–6 で敗れ準優勝となった。
2016年全日本テニス選手権では決勝で今西美晴を 6–4, 6–4 で破り大会初優勝を果たした。今西と組んだダブルスも宮村美紀＆波形純理組を 6–2, 7–5 で破り大会単複2冠に輝いた。
2017年ウィンブルドン選手権女子ダブルスでは予選決勝で敗れたが、欠場者が出たことによりラッキールーザーで本戦に初出場した。ジェシカ・ムーアと組み1回戦でキャサリン・ベリス＆マルケタ・ボンドロウソバ組に 2-6, 0-6 で敗れた。

## WTAツアー決勝進出結果

### ダブルス: 1回 (0勝1敗)
| 大会グレード                  |
| ----------------------------- |
| グランドスラム (0–0)          |
| WTAファイナルズ (0–0)         |
| プレミア・マンダトリー (0–0)  |
| プレミア5 (0-0)               |
| WTAエリート・トロフィー (0-0) |
| プレミア (0–0)                |
| インターナショナル (0–1)      |

| 結果   | No. | 決勝日        | 大会   | サーフェス | パートナー               | 対戦相手                                      | スコア   |
| ------ | --- | ------------- | ------ | ---------- | ------------------------ | --------------------------------------------- | -------- |
| 準優勝 | 1.  | 2016年9月25日 | ソウル | ハード     | ピアンターレ・プリプエチ | キルステン・フリプケンス ヨハンナ・ラーション | 2–6, 3–6 |